# 1958 Chandra
1958 Chandra è un asteroide della fascia principale del diametro medio di circa 34,02 km. Scoperto nel 1970, presenta un'orbita caratterizzata da un semiasse maggiore pari a 3,1030390 UA e da un'eccentricità di 0,1672535, inclinata di 10,55897° rispetto all'eclittica.
L'asteroide è dedicato all'astronomo indiano, naturalizzato statunitense, Subrahmanyan Chandrasekhar.